# Vstupní portál Květenské štoly
Vstupní portál Květenské štoly se nachází v katastrálním území Trhové Dušníky v okrese Příbram. Je chráněnou kulturní památkou ČR.

## Historie
V šedesátých letech 19. století byly na vrchu Květná ověřovány průzkumnými šachticemi do hloubky asi 20 m možnosti výskytu olověných a stříbrných rud v Květenské žíle. Po předběžném průzkumu byla 7. srpna 1867 zaražena Jáma Květná jižně pod vrchem Květná. Jáma byla vyhloubena na úroveň 12. patra do hloubky 270 m (pod ohlubeň dolu). V roce 1868 byla zahájena ražba odvodňovací štoly. Byla ražena do roku 1874 a procházela úsekem, kde nebyly zjištěny dobyvatelné žíly. Protože se nepotvrdily předpoklady pro dobývku požadovaných rud, horní úřad v Příbrami 16. března 1885 ukončil průzkum v této oblasti.

## Popis
Vstupní portál je ve vzdálenosti asi 60 m východním směrem od silnice II/118 Příbram–Jince na úbočí kopce Květná (543 m n. m.) a asi 300 m jihovýchodním směrem od obce Trhové Dušníky.
Odvodňovací štola o výšce asi 2,2 m je asi ve vzdálenosti sto metrů od portálu  zavalena, její stěny jsou obloženy lomovým kamenem. Vstupní portál je na nízkém pahorku otevřen západním směrem. Čelní strana je po stranách zesílena zdí z hrubě otesaných nepravidelných žulových kvádrů a z lomového kamene. Portál je vyskládán do oválu z opracovaných pravidelných žulových kvádrů. Ve vrcholu je vložen klenák s vytesaným rokem 1868. Výška portálu včetně vrcholové římsy je asi 3,5 m, je zabezpečena jednokřídlou železnou mříží.
Důlní voda je většinou využívána obcí Trhové Dušníky k pitným účelům. Z ústí štoly vytéká malý potok do bezejmenné vodoteče, která ústí do Litavky. V roce 2020 tak bylo vypuštěno 442 m³ důlních vod.